# Haploblepharus kistnasamyi
Haploblepharus kistnasamyi е вид хрущялна риба от семейство Scyliorhinidae. Видът е критично застрашен от изчезване.

## Разпространение
Разпространен е в Южна Африка.